# Arlette Gruss
Pour les articles homonymes, voir Famille Grüss.
Arlette Gruss, née le 17 novembre 1930 à Vernon (Eure) et morte le 2 janvier 2006 à La Fontaine-Saint-Martin (Sarthe), est une artiste de cirque française, fondatrice du cirque Arlette Gruss.

## Biographie

### Famille
Fille aînée du maître-écuyer Alexis Grüss sénior (1909-1985) et de Lucienne Beautour (1914-1998), elle est la cousine d'Alexis Grüss junior (1944-2024), directeur du cirque qui porte son nom.
Épouse du dompteur Georges Peuriere (Georges Kobann), Arlette Gruss est la mère de :
- Yann Mummolo (nom d'artiste Yann Gruss), fils aîné et dompteur, né en 1953 d'une première union avec Tony Mummolo.
- Gilbert Mummolo (nom d'artiste Gilbert Gruss), frère de Yann, né en 1961 à Reims. Il est le directeur actuel du cirque Arlette Gruss, désormais l'un des tout premiers cirques d'Europe pour la qualité de ses spectacles et de son matériel.
- Nora Peuriere, sa fille, née de l'union avec Georgika Kobann.

### Carrière
Ayant touché un peu à toutes les disciplines du cirque (trapèze et corde notamment), Arlette Gruss était surtout connue pour son numéro de dompteuse de panthères.
C'est en 1985, après la mort de son père, qu'elle décida de créer son propre établissement, le Cirque Arlette Gruss. Elle a reçu en 1995 le Grand Prix national du cirque.

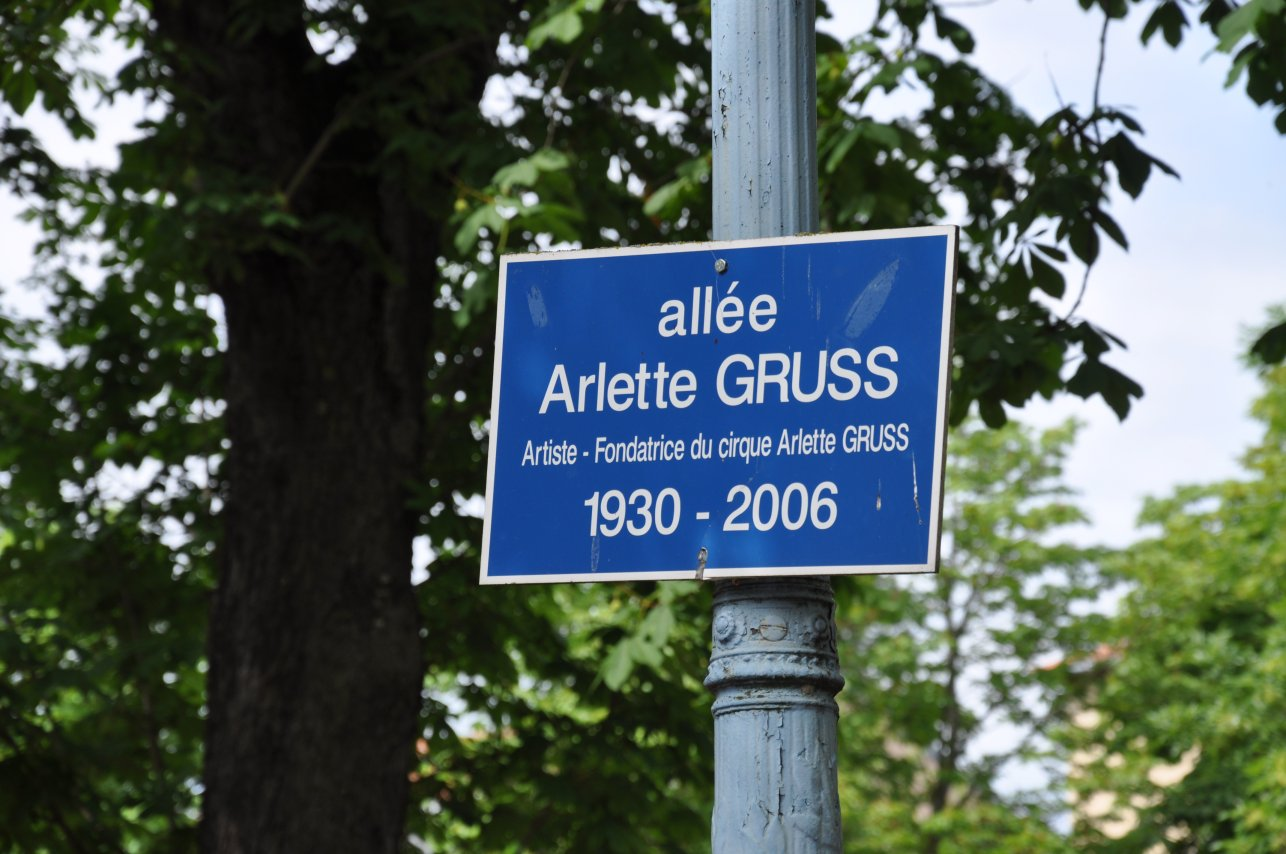
Plaque de l'Allée Arlette Gruss, Cours Léopold à Nancy.

Arlette Gruss était chevalier de la Légion d'honneur et chevalier des Arts et des Lettres.
En 2007, une allée du Cours Léopold à Nancy a été nommé allée Arlette-Gruss en son honneur.